# Гросбартлофф
Гросбартлофф (нім. Großbartloff) — громада в Німеччині, розташована в землі Тюрингія. Входить до складу району Айхсфельд. Складова частина об'єднання громад Вестервальд-Оберайхсфельд.
Площа — 13,70 км2. Населення становить 920 ос. (станом на 31 грудня 2021).

## Галерея

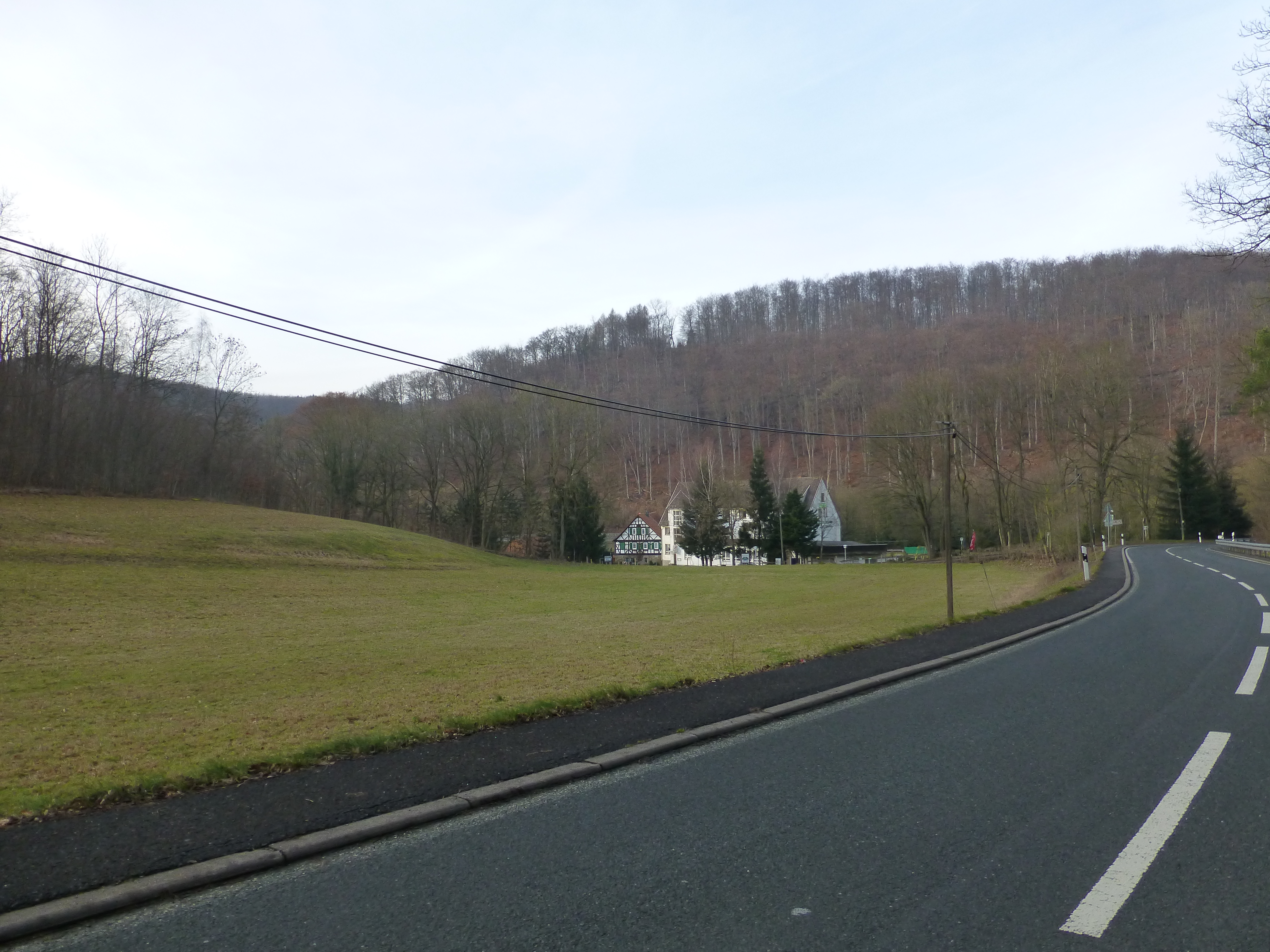